# Teclado isomórfico
Un teclado isomórfico es un dispositivo musical que consiste en una grilla bidimensional de teclas en la cual toda secuencia dada y/o combinación de intervalos musicales tiene la misma forma sobre el teclado, sin importar donde ocurra, en una clave, a través de las teclas, las octavas o diferentes afinaciones.

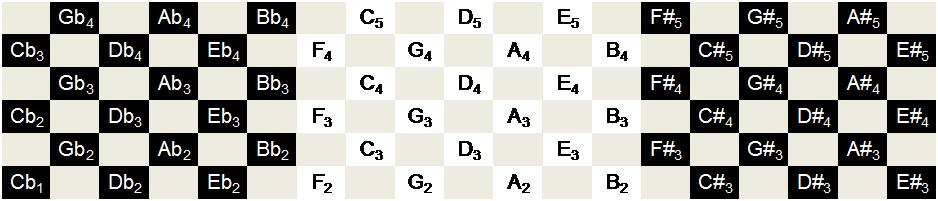
Fig. 1: El teclado isomórfico Wicki, inventado por Kaspar Wicki en 1896.

## Ejemplos
Algunos teclados isomórficos fueron desarrollados por Bosanquet (1875), Janko (1882), Wicki (1896), Fokker (1951), John H. Reuther (1953), Erv Wilson (1975-presente), Wesley (2001) y Antonio Fernández (2009). Los teclados de  Bosanquet y Erv Wilson son también conocidos como Teclados Generalizados. El teclado de Antonio Fernández es también conocido como Transclado. Actualmente Yamaha fabrica el teclado Chromatone que es una versión electrónica del teclado Jankó.

## Invariancia
Los teclados isomórficos exponen, a través de su geometría, dos propiedades invariantes de la teoría musical:
1. Invariancia transposicional,[3] en la cual, cualquier secuencia dada y/o combinación de intervalos musicales tienen la misma forma cuando son transportados a otra clave
2. Invariancia de afinación,[4] en la cual, cualquier secuencia dada y/o combinación de intervalos musicales tienen la misma forma cuando son ejecutados en otra afinación del mismo temperamento musical

## Beneficios
Los principales dos beneficios aclamados por inventores y entusiastas de los teclados isomórficos son:
1. Facilidad para enseñar, aprender y ejecutar.
La invariancia de los teclados isomórficos facilita la educación musical y la performance.[5][6][7][8] Estas afirmaciones no han sido rigurosamente corroboradas, por lo que su validez no ha sido efectivamente probada, aunque tampoco han sido refutadas.
2. Microtonalismo
Teclados isomórficos de más de 12 teclas por octava facilitan la ejecución de este tipo de música que las requiere.

Un tercer beneficio potencial de los teclados isomórficos, la tonalidad dinámica, ha sido recientemente demostrada, pero su utilidad no ha sido probada. Quien ejecuta un controlador continuo puede variar la afinación de todas las notas en tiempo real, aunque manteniendo una digitación invariante sobre el teclado isomórfico. La tonalidad dinámica tiene el potencial de crear nuevos efectos tonales en tiempo real, glissandos polifónicos, nuevas progresiones de acordes y modulaciones de temperamento.